# Książę Beaufort

## Informacje ogólne
- Dodatkowymi tytułami księcia Beaufort są:
  - markiz Worcester (od 1642 r.)
  - hrabia Worcester (od 1514 r.)
- Najstarszy syn księcia Beaufort nosi tytuł markiza Worcester
- Najstarszy syn markiza Worcester nosi tytuł hrabiego Glamorgan
- Najstarszy syn hrabiego Glamorgan nosi tytuł wicehrabiego Grosmont
- Rodową siedzibą książąt Beaufort jest Badminton House w hrabstwie Gloucestershire
- Książę Beaufort jest w prostej linii potomkiem króla Edwarda III. Syn króla Jan z Gandawy, książę Lancaster miał nieślubnego syna (później uznanego), Jana Beauforta, 1. hrabiego Somerset. Wnukiem Somerseta był Henryk Beaufort, 3. książę Somerset, który miał nieślubnego syna, Charlesa Somerseta, od 1514 r. hrabiego Worcester, który jest w prostej linii przodkiem obecnego księcia Beaufort.

Hrabiowie Worcester 1. kreacji (parostwo Anglii)
- 1138–1166: Waleran de Beaumont, 1. hrabia Worcester

Hrabiowie Worcester 2. kreacji (parostwo Anglii)
- 1375–1403: Thomas Percy, 1. hrabia Worcester

Hrabiowie Worcester 3. kreacji (parostwo Anglii)
- 1420–1422: Richard de Beauchamp, 1. hrabia Worcester

Hrabiowie Worcester 4. kreacji (parostwo Anglii)
- 1456–1470: John Tiptoft, 1. hrabia Worcester
- 1470–1485: Edward Tiptoft, 2. hrabia Worcester

Hrabiowie Worcester 5. kreacji (parostwo Anglii)
- 1514–1526: Charles Somerset, 1. hrabia Worcester
- 1526–1549: Henry Somerset, 2. hrabia Worcester
- 1549–1589: William Somerset, 3. hrabia Worcester
- 1589–1628: Edward Somerset, 4. hrabia Worcester
- 1628–1646: Henry Somerset, 5. hrabia Somerset

Markizowie Worcester 1. kreacji (parostwo Anglii)
- 1642–1646: Henry Somerset, 1. markiz Worcester
- 1646–1667: Edward Somerset, 2. markiz Worcester
- 1667–1700: Henry Somerset, 3. markiz Worcester

Książęta Beaufort 1. kreacji (parostwo Anglii)
- 1682–1700: Henry Somerset, 1. książę Beaufort
- 1700–1714: Henry Somerset, 2. książę Beaufort
- 1714–1745: Henry Scudamore, 3. książę Beaufort
- 1745–1756: Charles Noel Somerset, 4. książę Beaufort
- 1756–1803: Henry Somerset, 5. książę Beaufort
- 1803–1835: Henry Charles Somerset, 6. książę Beaufort
- 1835–1853: Henry Somerset, 7. książę Beaufort
- 1853–1899: Henry Charles FitzRoy Somerset, 8. książę Beaufort
- 1899–1924: Henry Adelbert Wellington FitzRoy Somerset, 9. książę Beaufort
- 1924–1984: Henry Hugh Arthur Somerset, 10. książę Beaufort
- 1984–2017 David Robert Somerset, 11. książę Beaufort
- 2017–: Henry John FitzRoy Somerset, 12. książę Beaufort

Następca 12. księcia Beaufort: (Henry) Robert FitzRoy Somerset, markiz Worcester